# Ваљије Сан Никола (Фрозиноне)
Ваљије Сан Никола је насеље у Италији у округу Фрозиноне, региону Лацио.
Према процени из 2011. у насељу је живело 152 становника. Насеље се налази на надморској висини од 304 м.